# Magda Andersson
Magda Andersson, född 14 juli 1998, är en svensk racerförare. Hon tävlar i FIA European Rallycross Championship.
Hon har tävlat inom bilsport sedan 9 års ålder, främst inom karting, och har under åren som ledde upp till 2016 tävlat inom FIA:s juniorklasser.
Under säsongen 2016 placerade hon sig på andra plats i den bakhjulsdrivna TouringCar-klassen, med en seger, en elfteplats och tre andraplaceringar. Hon är i och med detta den yngsta racerförare att någonsin placera sig på pallen inom det europeiska rallycrossmästerskapet, och är även den högst rankade kvinnliga racerföraren inom samma mästerskap. Under säsongen 2017 kommer hon istället att tävla i den fyrhjulsdrivna Supercar-divisionen. Från och med 2017 tävlar hon för Marklund Motorsport.

## Resultat
| År   | Lag               | Bil             | 1     | 2      | 3     | 4     | 5     | Position | Poäng |
| ---- | ----------------- | --------------- | ----- | ------ | ----- | ----- | ----- | -------- | ----- |
| 2016 | Valvoline RX Team | Ford Fiesta RWD | BEL 1 | NOR 11 | SWE 2 | LAT 2 | GER 2 | 2        | 106   |